# Университет имени Бар-Илана
Университе́т и́мени Бар-Ила́на (BIU, ивр. אוניברסיטת בר-אילן‎) — третий по величине государственный университет в Израиле, расположенный в Рамат-Гане. Основан в 1955 году и назван в честь Меира Бар-Илана, лидера религиозно-сионистского движения. Университет был создан с целью создать удобные рамки для совмещения религиозного еврейского обучения и обычного высшего образования. 

## Факультеты
- Иудаика
- Право
- Общественные науки
- Гуманитарные науки
- Точные науки
- Биология

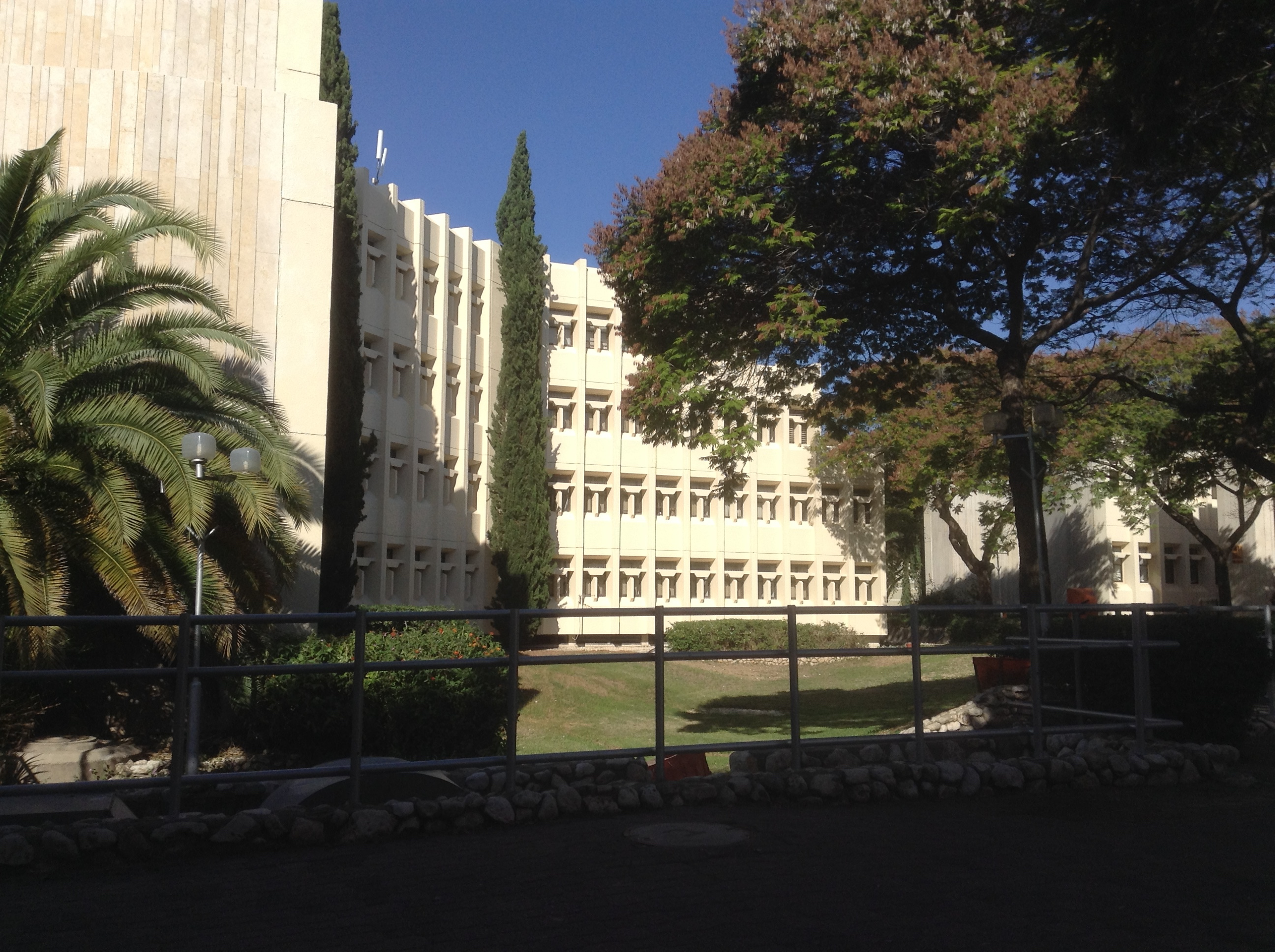

В университете существует школа педагогики, школа социальных работников, школа бизнеса и инженерная школа.
Также при университете действуют научно-исследовательские институты физики, медицинской химии, математики, исследования мозга, стратегических исследований, психологии развития, экономики, музыковедения, археологии, еврейского права (Галаха), нанотехнологии.

## Логотип
Логотип университета отражает цель объединить светское и религиозное образование. Визуальный символ, состоящий из Торы и направленного на неё микроскопа, был первоначально разработан британским дизайнером Авраамом Джеймсом в 1955 году. Логотип несколько раз меняли и модернизировали, но изначальная идея сохранилась.

## Известные преподаватели и ученые
- Самуэль Ноах Крамер (шумерология)
- Шломо Гийора Шоам (криминология)
- Шломо Хавлин (физика)
- Ивонн Фридман (история средних веков и археология)
- Георгий Адельсон-Вельский (компьютерные науки)
- Бунина, Елена Игоревна (математика)
- Плоткин, Евгений Борисович (математика)

см. Персоналии:Университет имени Бар-Илана

## Крупнейшее пожертвование
3 июня 2024 года университет получил анонимное пожертвование из США в размере 260 миллионов долларов (1 миллиард шекелей). Это является «самым крупным пожертвованием, когда-либо полученным Университетом Бар-Илан, и одним из крупнейших пожертвований, когда-либо сделанных израильскому университету». Донором, который пожелал остаться анонимным, является еврей, выпускник Колумбийского университета и участник Второй мировой войны. СМИ связывают выбор дарителя с антисемитскими протестами в Колумбийском университете на фоне войны между Израилем и ХАМАС.